# ليفربول موسم 1999–2000
كان موسم 1999–2000 هو الموسم الـ108 لنادي ليفربول لكرة القدم والموسم الثامن والثلاثين على التوالي في الدوري الإنجليزي الممتاز. احتل النادي المركز الرابع في الدوري الإنجليزي الممتاز، وبالتالي تأهل لكأس الاتحاد الأوروبي 2000–01.